# Investigator (Schiff, 1795)
HMS Investigator war  ein Schiff der Royal Navy. Ab 1802 stand es unter dem Kommando von Leutnant Matthew Flinders und war das erste Schiff, das Australien komplett umrundete.

## Geschichte

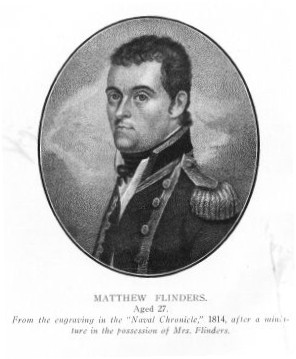
Kommandant Matthew Flinders

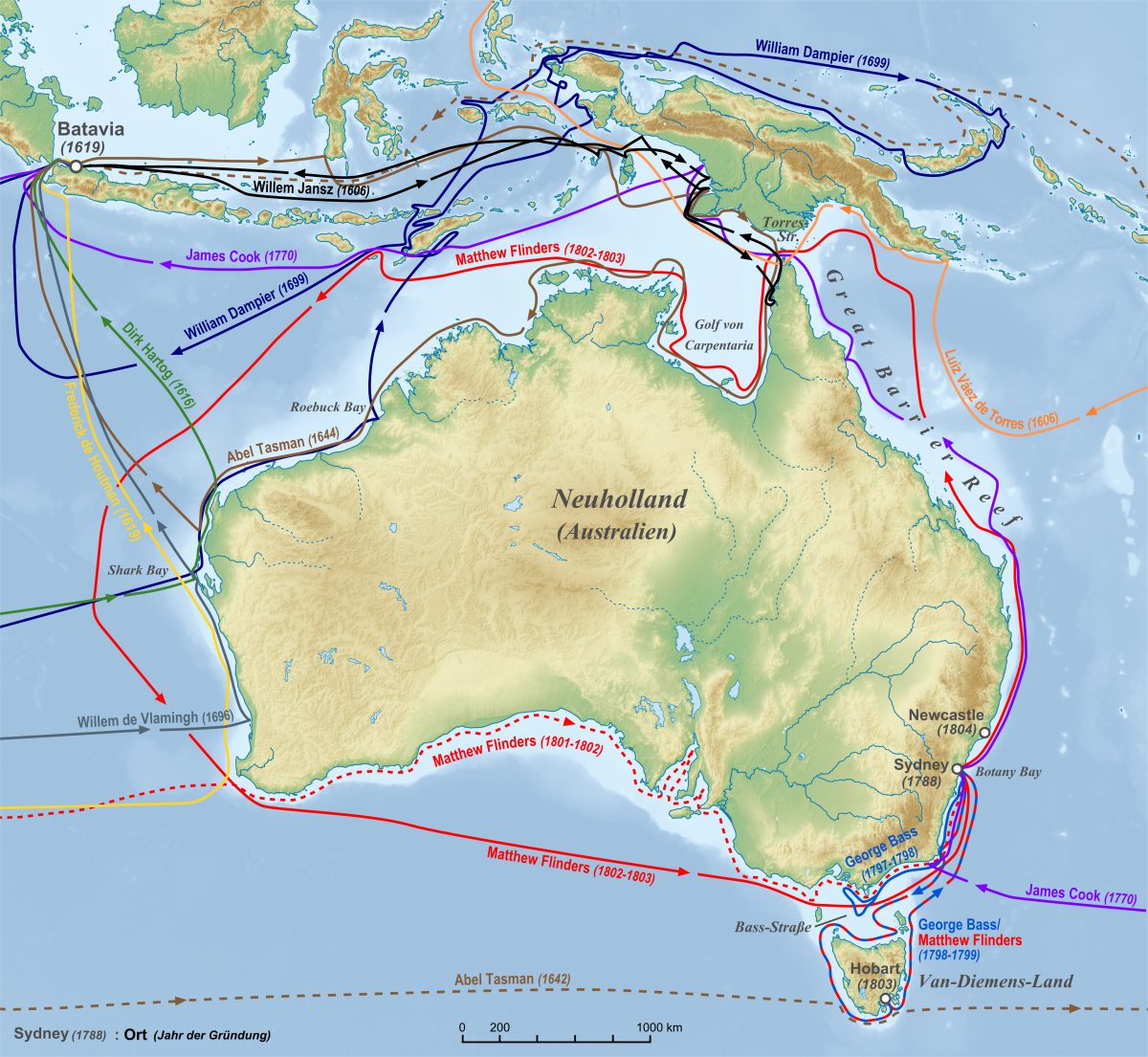
Routen der HMS Investigator bei den Erkundungen Flinders (rot)

Die Investigator wurde 1795 in Sunderland als Kohlefrachter gebaut und unter dem Namen Fram bis 1798 in Nordostengland für entsprechende Transporte eingesetzt. Um 1798 kaufte es die Britische Königliche Marine auf. Nach einem umfangreichen Umbau wurde es mit 22 Kanonen bewaffnet und als kleines Geleitschiff  bzw. Sloop  unter dem Namen Xenophon in Dienst gestellt. Durch den nachträglichen und improvisierten Umbau, bei dem Stückpforten eingeschnitten wurden, hatte das Schiff mehrere strukturelle Schwachstellen und leckte an bestimmten Stellen chronisch. 1801 wurde es erneut umgebaut, für eine  größere  Expedition umgerüstet und auf den Namen Investigator getauft.

## Umrundung Australiens
Die Investigator setzte am 18. Juli 1801 von Spithead aus die Segel in Richtung Australien und lief das Kap der Guten Hoffnung an, bevor sie den Indischen Ozean überquerte und am 6. Dezember 1801 Kap Leeuwin vor Südwestaustralien sichtete. Die Expedition legte einen Monat lang im King George Sound (Albany) an, bevor sie mit der Vermessung der Großen Australischen Bucht begann, die sich über 2300 Kilometer bis zum Golf von Spencer erstreckte.
Am 21. Februar 1802 ereignete sich ein tragisches Unglück, als ein Landtrupp, zu dem der Schiffsführer John Thistle, der Fähnrich William Taylor und sechs Seeleute gehörten, beim Versuch, in der Abenddämmerung in unruhiger See zum Schiff zurückzukehren, mit dem Boot kenterte. Die Leichen wurden nicht geborgen. Flinders nannte die Landzunge Cape Catastrophe und das Gebiet, in dem er geankert hatte, Memory Cove.
Auf dem Weg in den Golf vermaß Flinders Port Lincoln (benannt nach seiner Heimatgrafschaft). In östlicher Richtung kartierte der Forscher als nächstes Kangaroo Island, die Yorke-Halbinsel und den Golf von St. Vincent. Am 8. April kam es in der Encounter Bay zu einem überraschenden Treffen mit Géographe unter Nicolas Baudin, da die beiden Seefahrer nicht wussten, dass der Vertrag von Amiens gerade erst unterzeichnet worden war und beide glaubten, die beiden Länder befänden sich noch im Krieg miteinander.
Die Investigator segelte durch die Bass-Straße in Richtung Osten und besuchte King Island und Port Phillip, bevor sie am 9. Mai 1802 in Port Jackson eintraf. Dort verbrachte die Investigator die nächsten zehn Wochen mit den Vorbereitungen und nahm 12 neue Männer an Bord, darunter einen Aborigine namens Bungaree, mit dem Flinders zuvor auf der Schaluppe Norfolk gesegelt war. Am 22. Juli verließ die Investigator Port Jackson und segelte zusammen mit der Brigg Lady Nelson nach Norden. Die "Lady Nelson" segelte schlecht, nachdem sie ihre Kiele verloren hatte, und Flinders beorderte sie zurück nach Port Jackson.
Die Investigator umschiffte die Ostküste, passierte das Great Barrier Reef und durchquerte die Torres Strait (die Flinders zuvor mit Kapitän William Bligh auf der HMS Providence durchfahren hatte). Während der Erkundung des Golfs von Carpentaria wurde das Holz des Schiffes untersucht; bei der Überholung bzw. dem Umbau in der Werft waren wesentliche Mängel des Schiffes nicht behoben worden, und wie die Reise nach Australien gezeigt hatte, befand sich das Schiff in einem schlechten Zustand: Das Holz war verrottet und es gab erhebliche, großflächige Lecks. Der Schiffszimmermann berichtete, dass das Schiff nicht länger als sechs Monate durchhalten würde.
Flinders segelte zur holländischen Siedlung in Timor, in der Hoffnung, dort einen Ersatz zu finden, was ihm jedoch nicht gelang. Inzwischen war ein Teil der Besatzung an zahlreichen Krankheiten wie Ruhr und Skorbut erkrankt, so dass Flinders die Erkundung widerwillig abbrach und "mit allen möglichen Segeln, Tag und Nacht" nach Port Jackson zurücksegelte, um dort Reparaturen durchzuführen. Dies bedeutete, dass er seinen Wunsch nach einer kontinuierlichen Vermessung der Nord- und Westküste Australiens aufgeben musste. Flinders gelang es jedoch, Australien zu umsegeln, allerdings nicht, ohne das Schiff zu entlasten, indem er zwei schmiedeeiserne Anker abwarf. Diese wurden 1973 von Tauchern bei Middle Island gefunden und geborgen und von der MV Cape Don Archipelago of the Recherche, Western Australia, aus dem Wasser gehoben und in den Hafen gebracht.

## Trivia
Die Comic-Zeitschrift Mosaik behandelt ab Heft 430 (10/2011) die fiktiven Abenteuer der Abrafaxe während der Umsegelung Australiens auf der Investigator mit Matthew Flinders.